# CD播放机

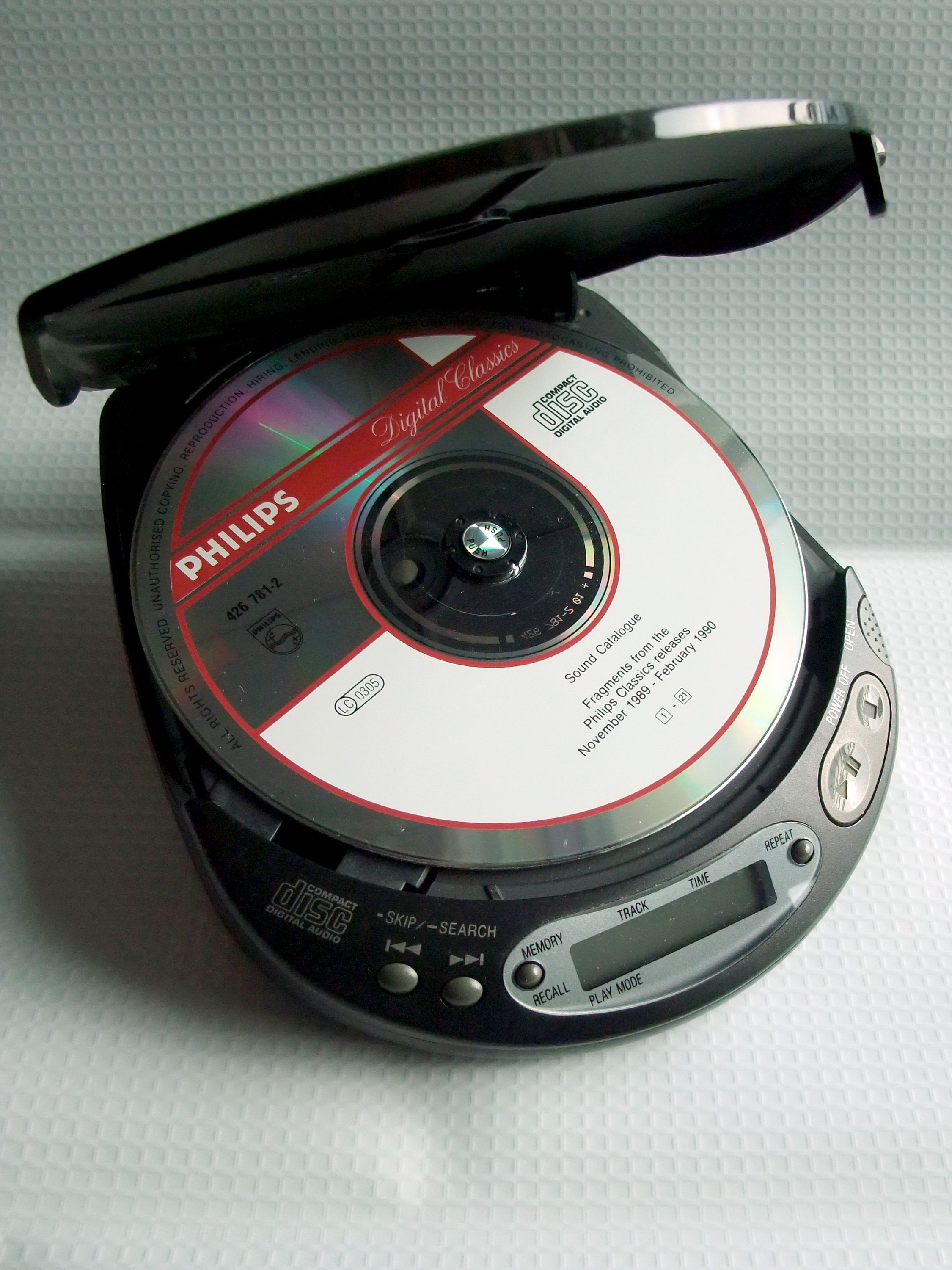
便携式CD播放机，是CD播放机中的一種類型

CD播放机是一种可以播放雷射唱片的电子设备。市場上的首款CD播放机Sony CDP-101於1982年開始出售。CD播放机帶有耳机输出插孔，用户可以将耳机插入耳机插孔。